# NASA Earth Science
Pour les articles homonymes, voir ESE.

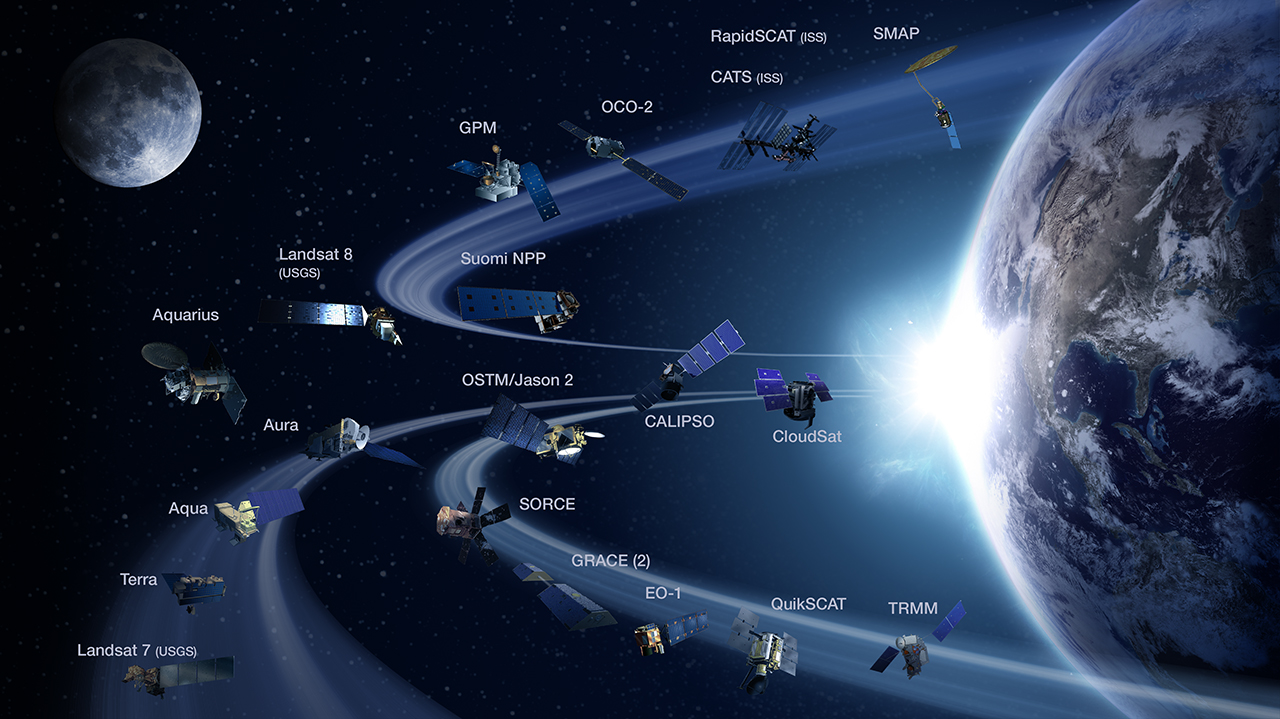
Schéma des missions satellitaires opérationnelles de la division des sciences de la Terre de la NASA en février 2015.

NASA Earth Science  auparavant NASA Earth Science Enterprise (ESE) et encore avant Mission To Planet Earth (MTPE) est un programme scientifique de la NASA dont l'objectif est de développer une compréhension scientifique du système Terre et de ses évolutions face aux changements naturels ou induits par la l'homme. L'objectif du programme est d'améliorer les prévisions météorologiques, climatiques pour les générations actuelles et futures.

## Directeurs
- Paula Bontempi en a été la directrice adjointe.